# Canzano
Canzano (Canzanë in abruzzese) è un comune italiano di 1 771 abitanti della provincia di Teramo in Abruzzo.
A livello regionale questo piccolo centro, che comprende anche le frazioni di Valle Canzano, Sodere, Santa Lucia, Piano di Corte e San Pietro, è famoso soprattutto per la lavorazione del merletto, per il "tacchino alla canzanese" e lo "storione", piatti tipici della tradizione gastronomica abruzzese. Il comune è parte dell'unione dei comuni Colline del Medio Vomano.

## Geografia fisica
Il centro abitato sorge a 448 m s.l.m., fra le colline a nord della valle del Vomano, lungo il crinale che divide i fiumi Vomano e Tordino, e confina con i comuni di Teramo, Castellalto e Cermignano.

## Storia
Durante la preistoria l'area di Canzano fu quasi certamente abitata. Lo lascia supporre il ritrovamento di reperti come punte di frecce in selce rinvenute fra Canzano e Castellalto.
Il suo territorio fu abitato dal popolo dei Pretuzi, che, probabilmente, qui ebbero una sede fortificata. Quest'ipotesi potrebbe essere comprovata dalla documentazione relativa alla vicina località di Gerenzano, che riporta la presenza di una necropoli attiva fra il IX ed il IV secolo a.C. Gli scavi, avvenuti negli anni 1929 - 1930, hanno riportato alla luce sepolture e corredi funerari.
In epoca successiva fece riferimento al municipium romano di Interamnia Praetutianorum, ovvero l'odierna Teramo. Canzano appare, in seguito, citata nel Catalogus Baronum, del 1150, e nel Bullarium Capituli aprutini saeculorum XIII e XIV pubblicato d Francesco Savini (Romae, 1914).
Nei secoli XIII e XIV fu feudo della famiglia Acquaviva e dei "da Canzano".
In epoca moderna fu feudo degli Alarcón y Mendoza, signori della Valle Siciliana.
Nei primi anni dell'Ottocento Canzano è così descritta da Luigi Ercole nel suo Dizionario:
(Luigi Ercole, Canzano, in Dizionario topografico alfabetico portatile della provincia di Teramo, Teramo, Berardo Carlucci, 1804, pp. 20-21.)
Di Canzano è la famiglia De Nigris, le cui origini risalgono al XVI secolo. Altre famiglie da ricordare sono gli Spinozzi, i Mezzaporta, i Taraschi, i De Martinis, i Contrisciani (famiglia nobile che, secondo ricerche accurate, è certo che abbia combattuto nella quarta crociata -vedi note-), i Santarelli, i De Sanctis (baroni di Penna Sant'Andrea e Cerreto, di lontana origine ortonese ed imparentati con i Leopardi, attualmente rappresentati dai baroni de Sanctis Martellacci e dalla baronessa Ettorina de Sanctis nei conti Rosati di Monteprandone), i Della Noce, i Ronci da Atri, i Marinelli, i Cioci, i de Michetti e i De Berardinis (le cui origini certe risalgono al Seicento ed il cui palazzo è ancora visibile in via Roma, palazzo attualmente di proprietà del Comune, che lo utilizza per manifestazioni varie).
Il giorno 8 settembre 1951 si registrarono due scosse di terremoto (alle ore 21:56 e alle ore 22:11) di consistente intensità, con epicentro il territorio di Canzano.

### Simboli
Lo stemma e il gonfalone sono stati concessi con DPR del 12 giugno 1984.
Il gonfalone è un drappo partito di bianco e di verde.

## Monumenti e luoghi d'interesse

### Abbazia di San Salvatore

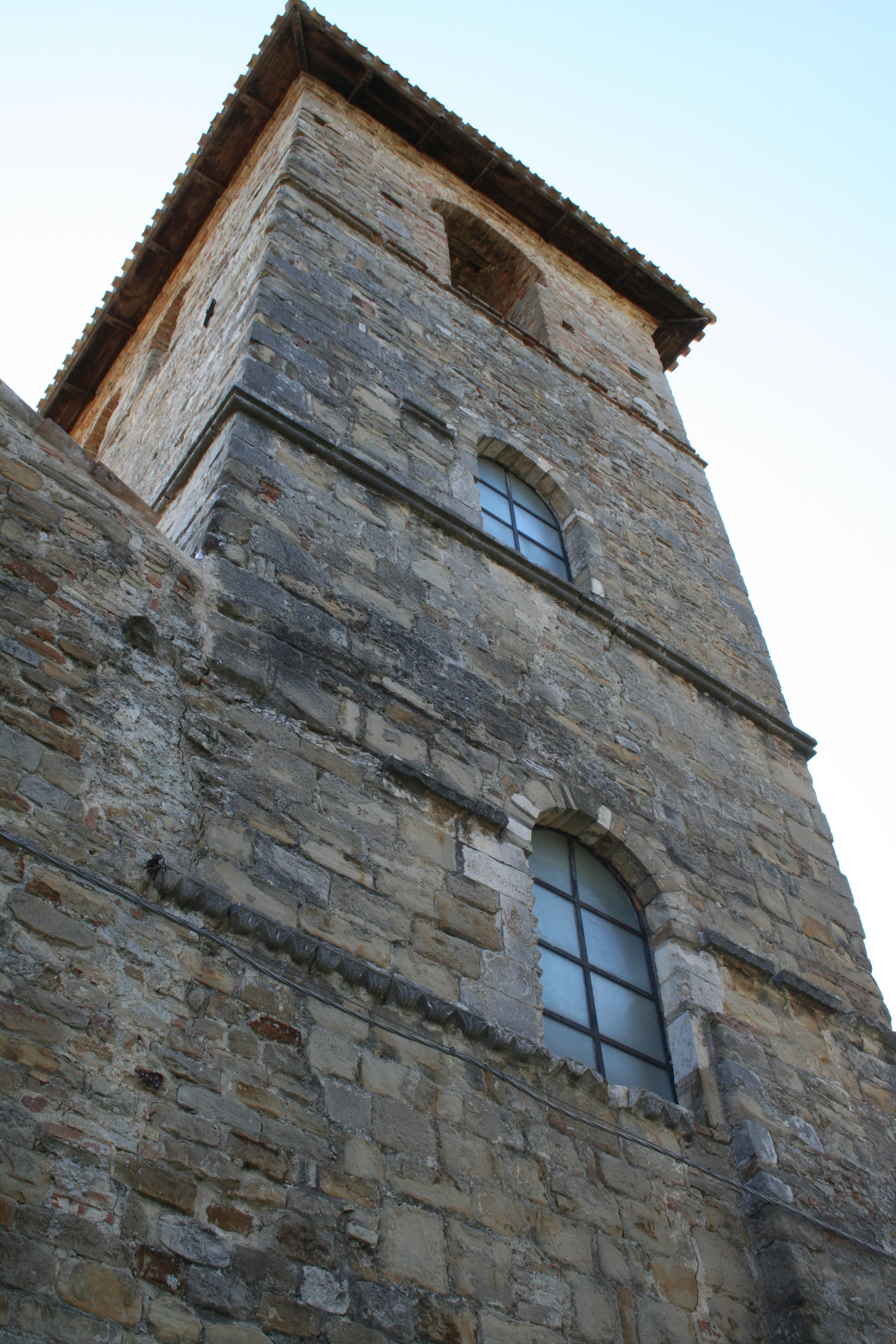
Abbazia di San Salvatore

Edificio religioso medioevale di arte romanica sito poco fuori dal paese, appartenuto all'omonimo complesso abbaziale benedettino. Racchiude al suo interno un ricco ciclo di affreschi del 1300 dipinti dal Maestro di Offida ed altri del XVI e XVII secolo.
È presente altresì una cappella gentilizia dei baroni de Sanctis, per successione Santarelli della Noce Rozzi, dal titolo "La nascita del Salvatore", famiglia discendente, tramite la nobile famiglia Rozzi di Campli, dai marchesi Nobili Vitelleschi di Rieti, patrizi romani.

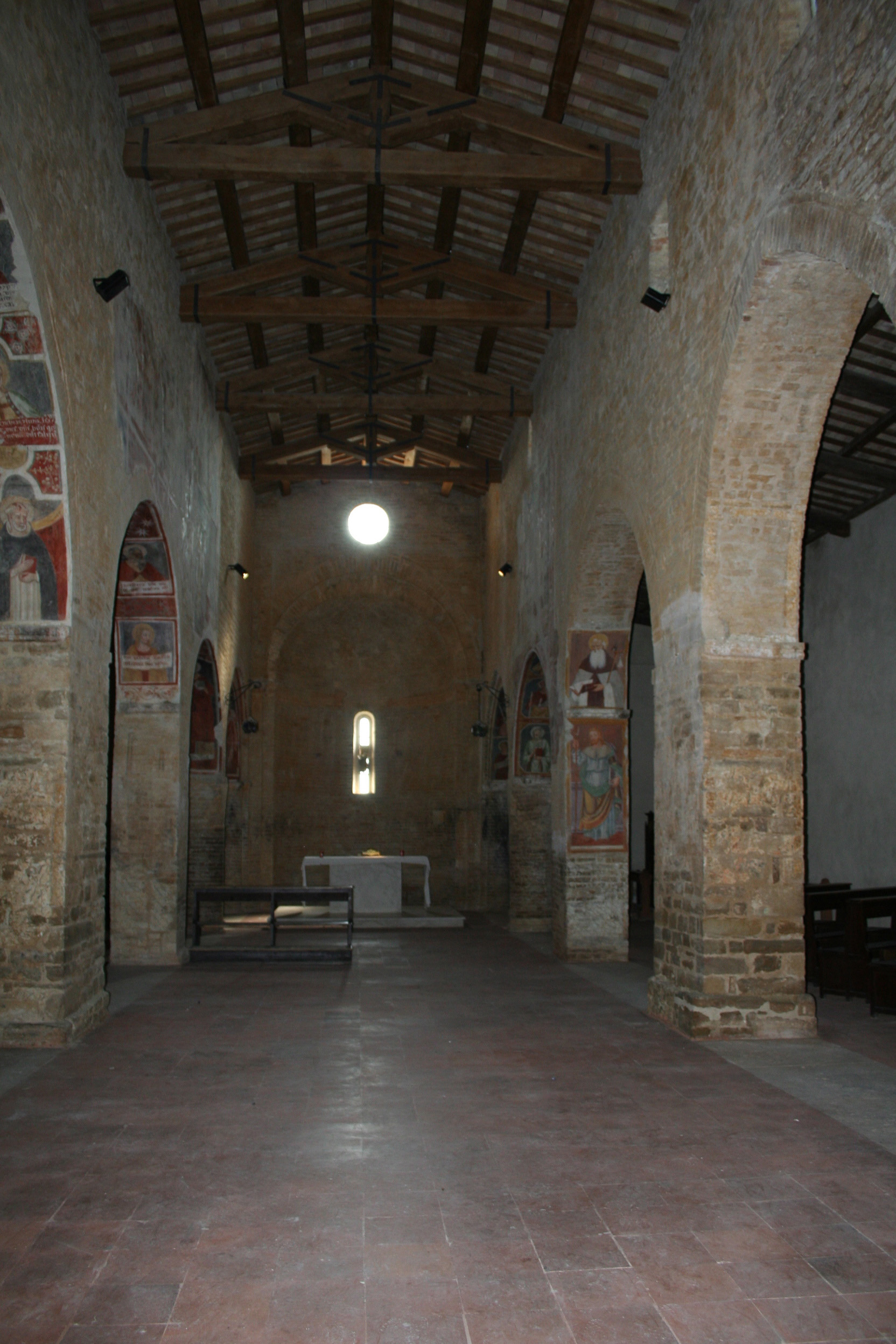
Abbazia di San Salvatore: interno
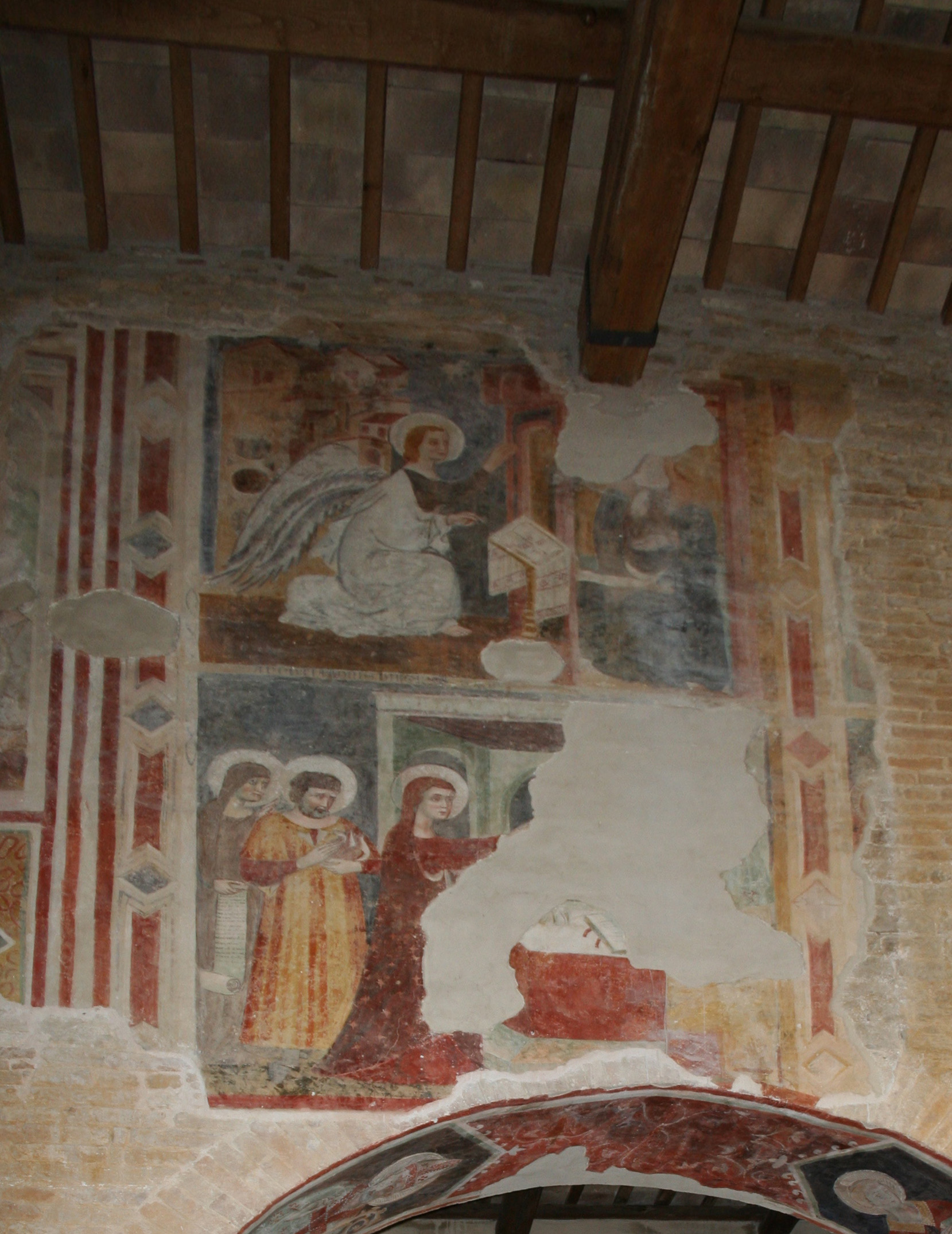
Gli affreschi del Maestro di Offida
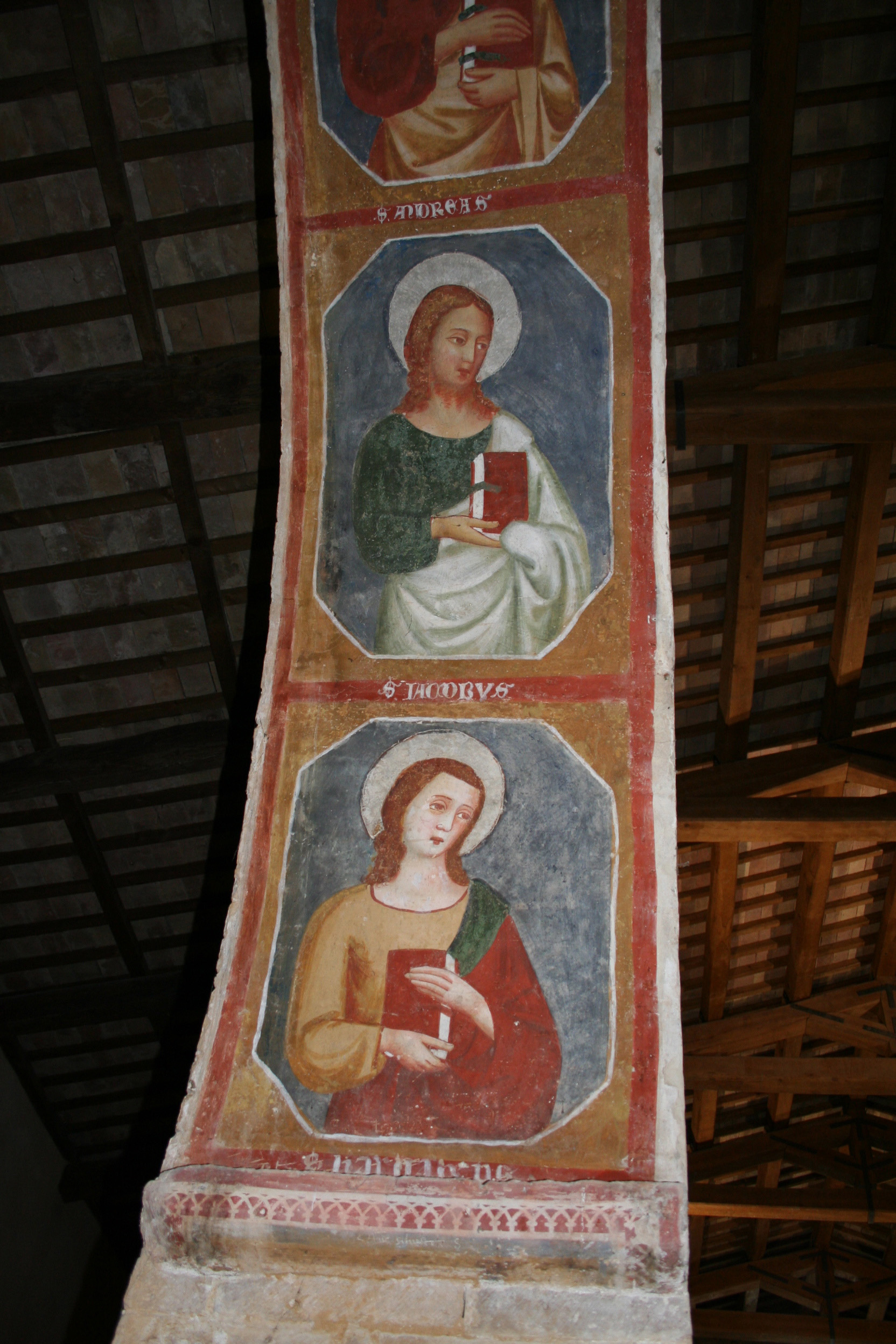
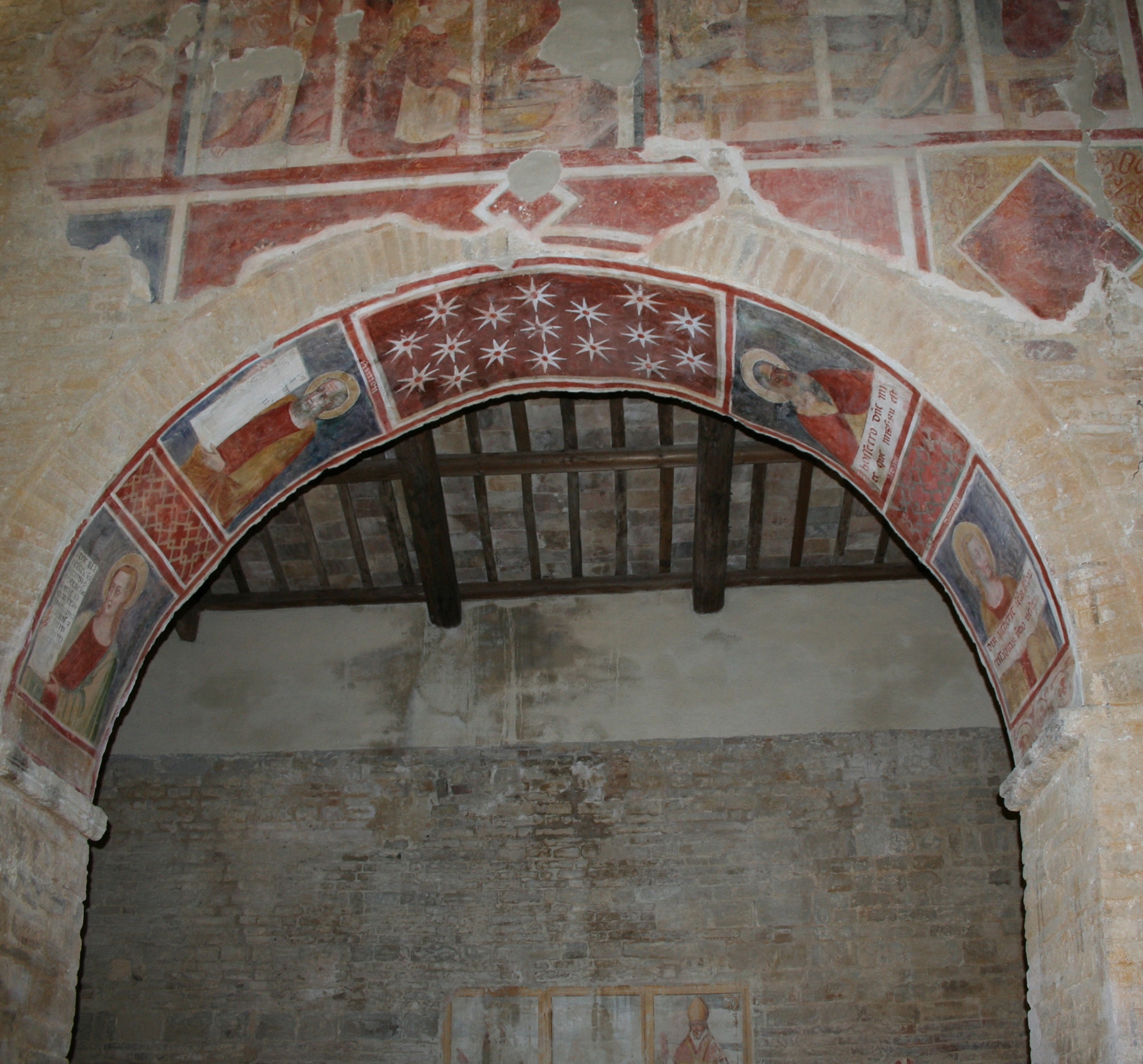
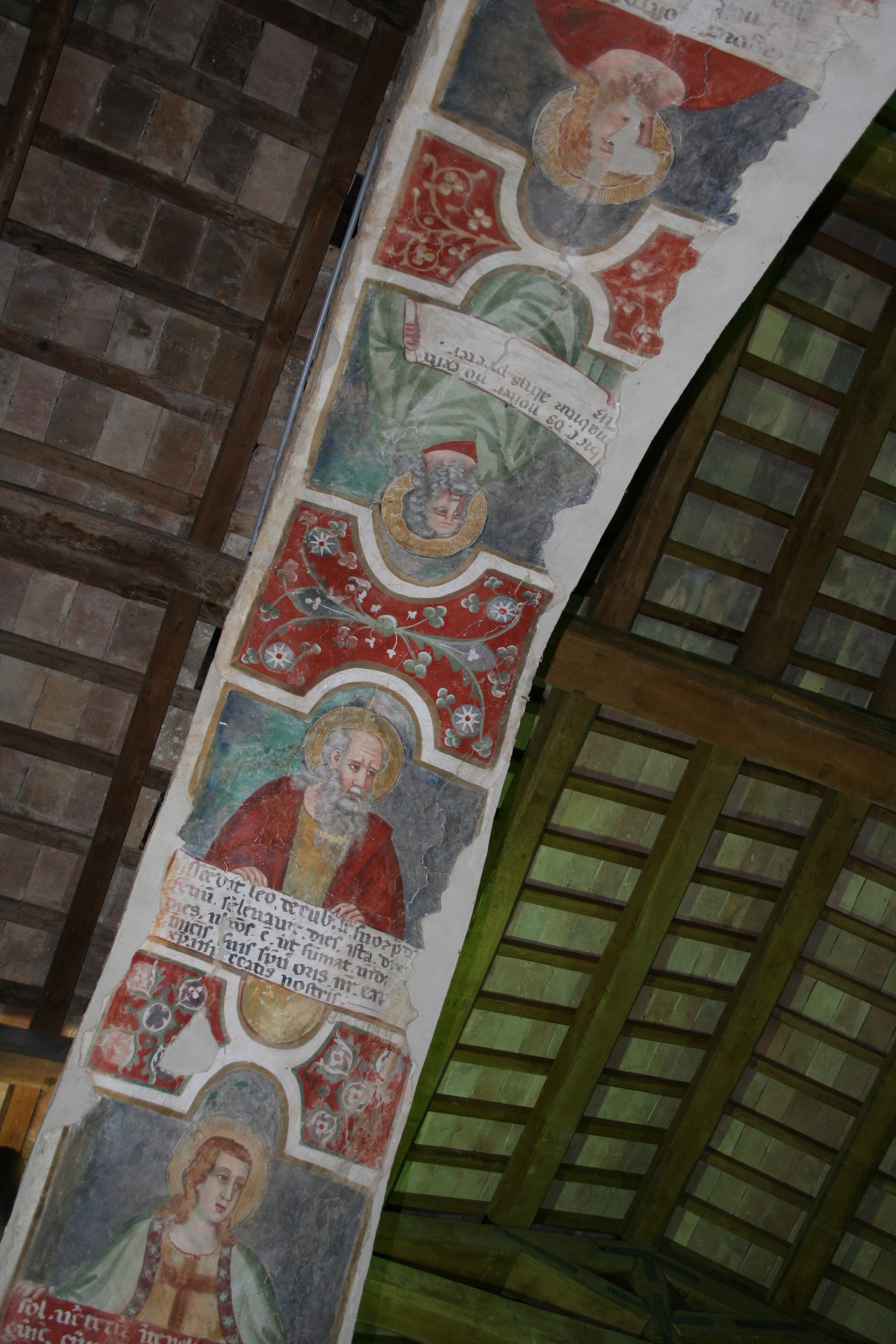
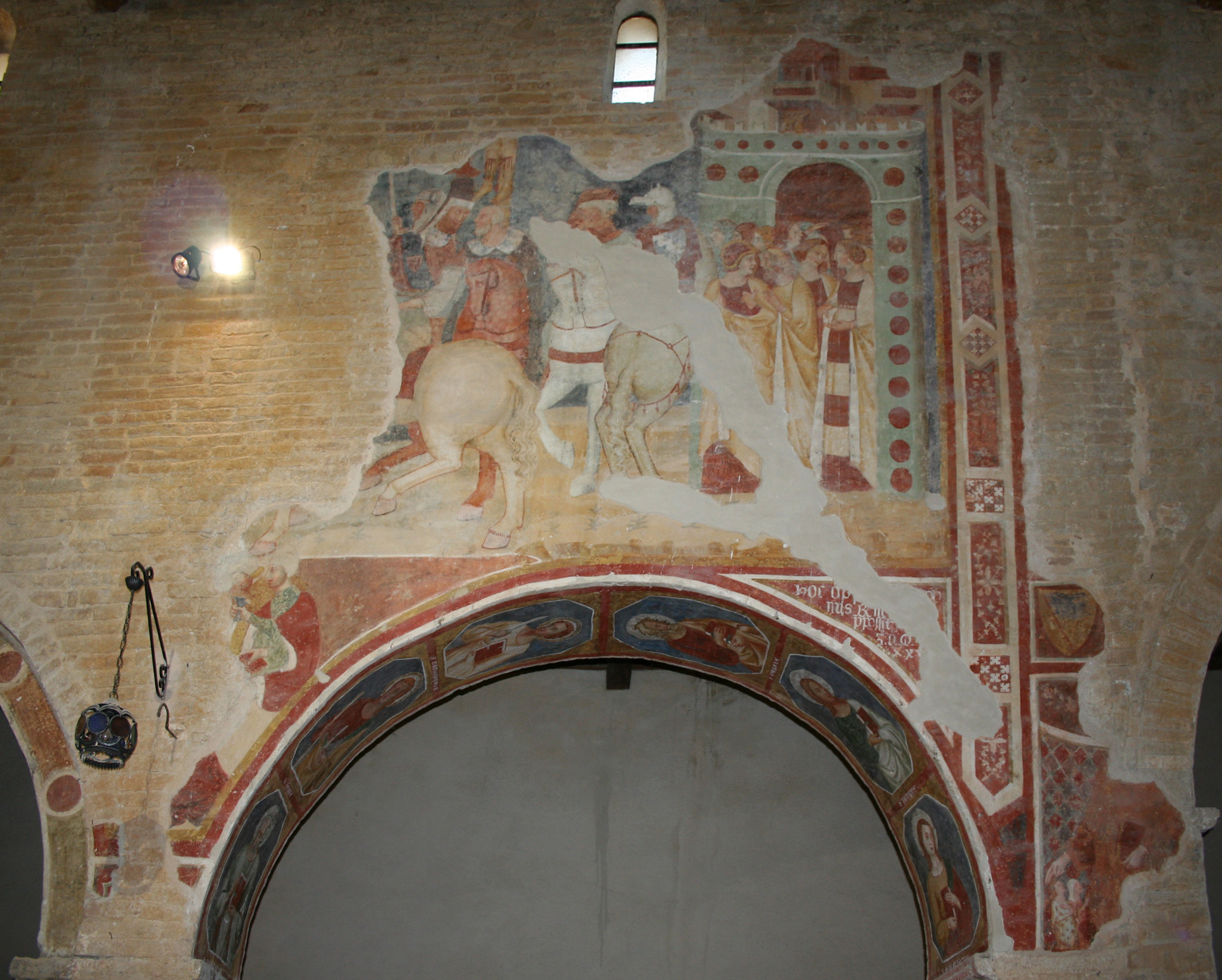
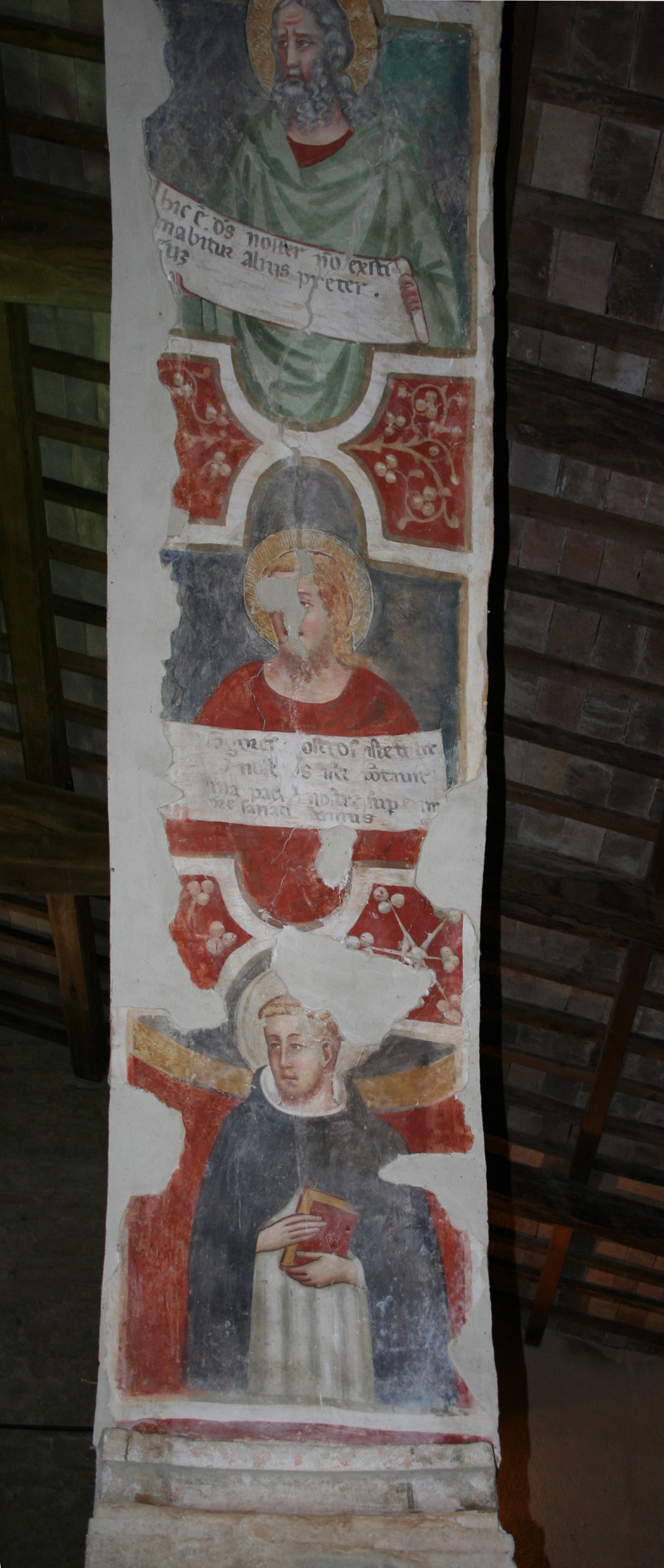
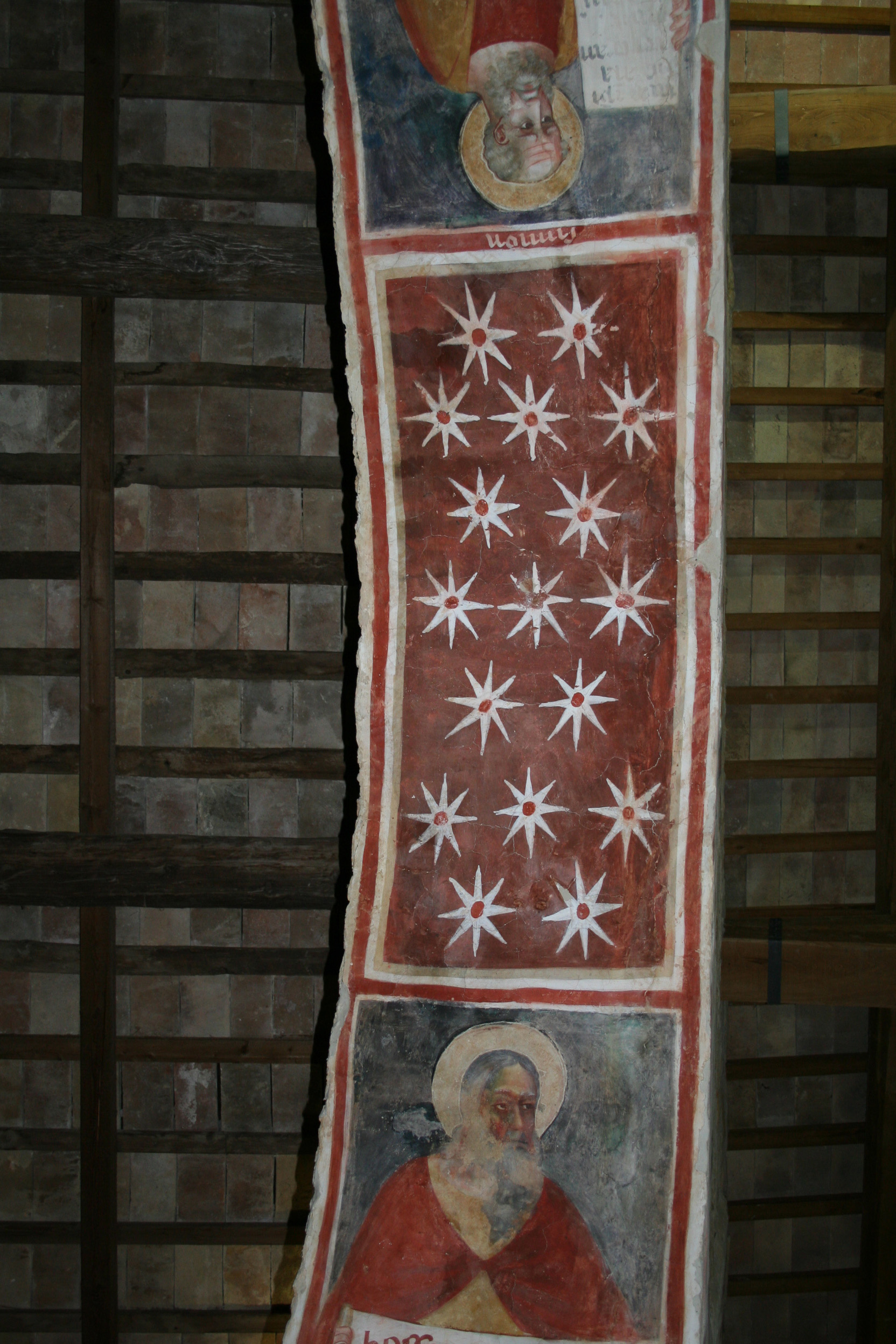
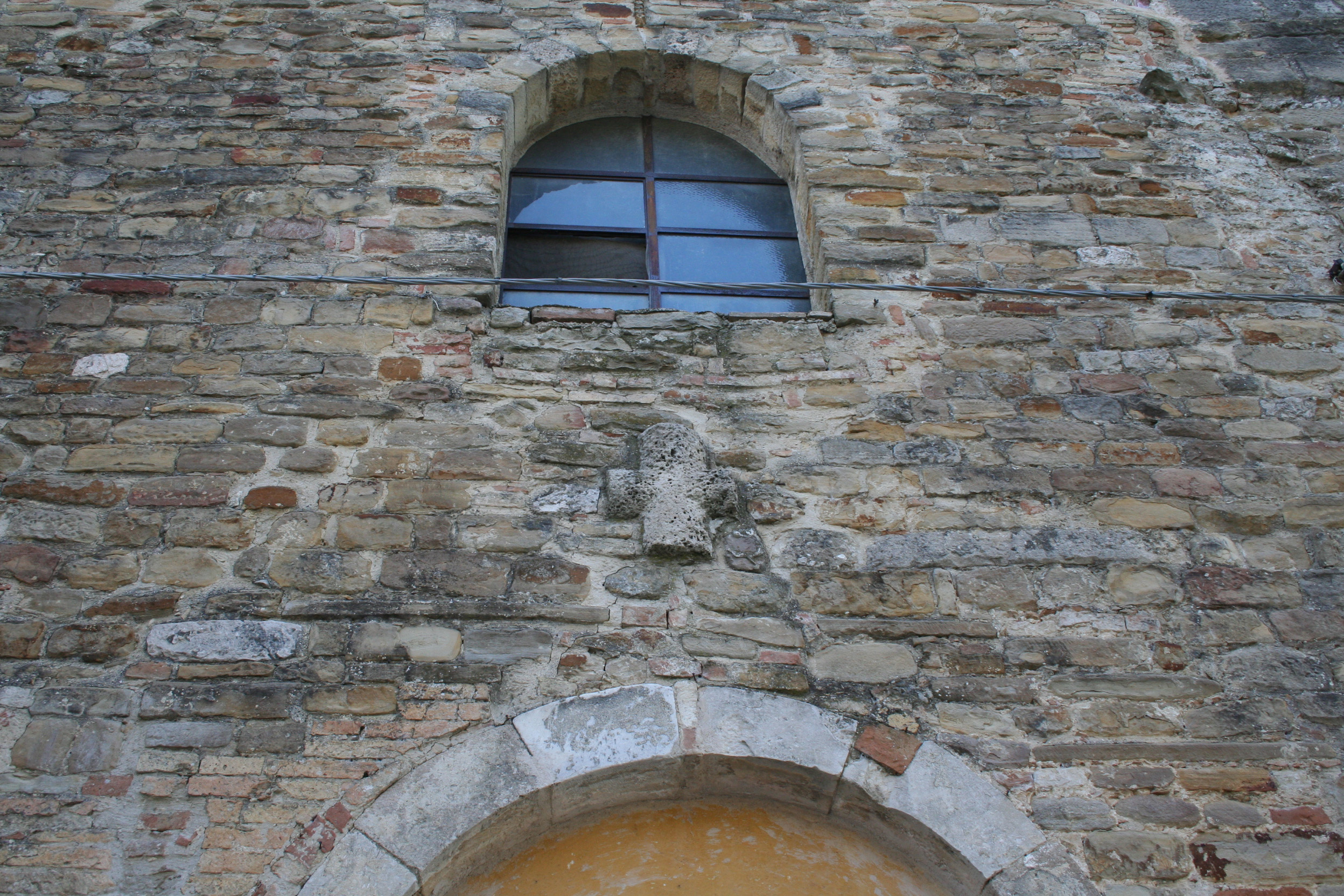
L'esterno dell'Abbazia di San Salvatore
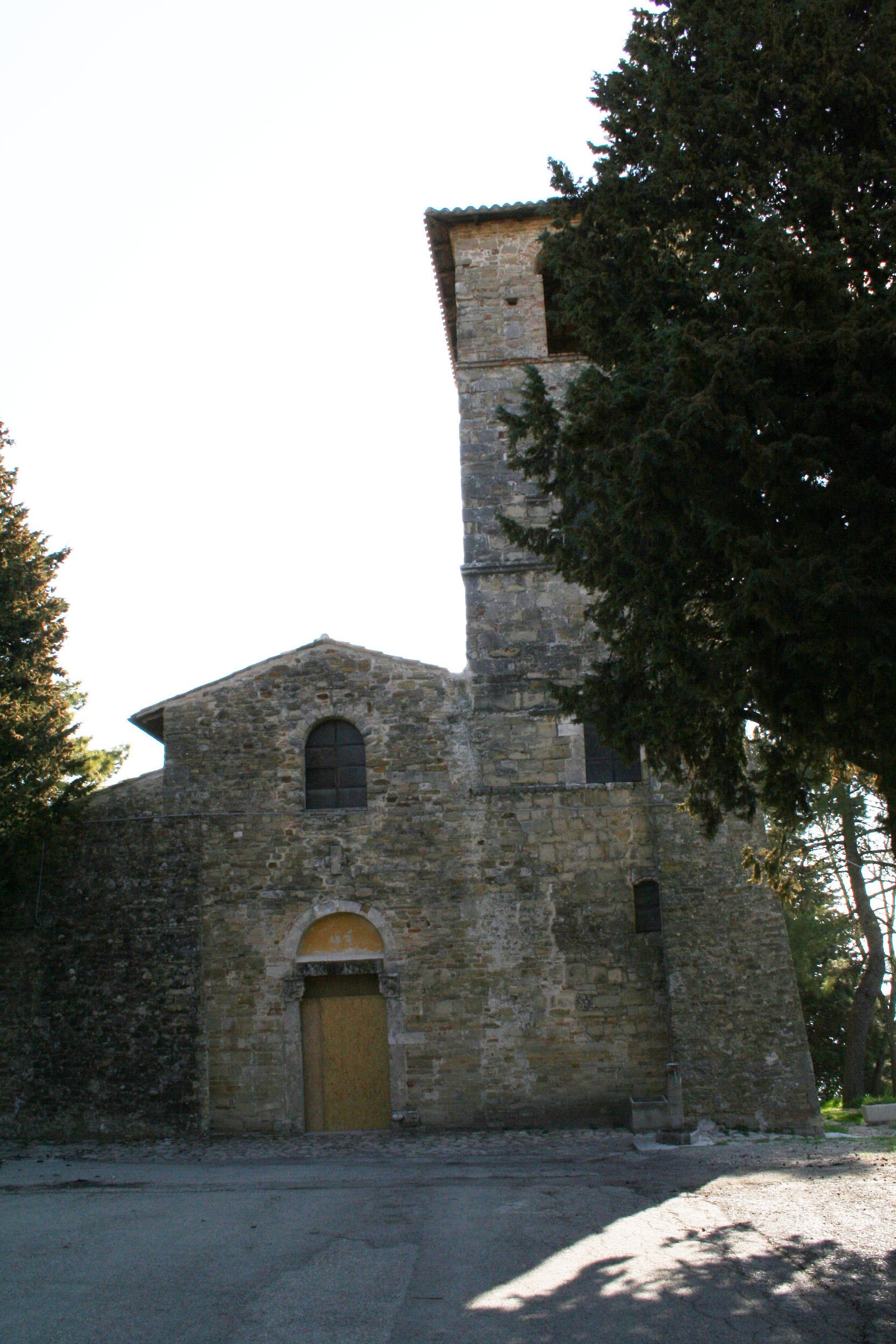

### Santuario della Madonna dell'Alno, detto anche di Sant'Anna

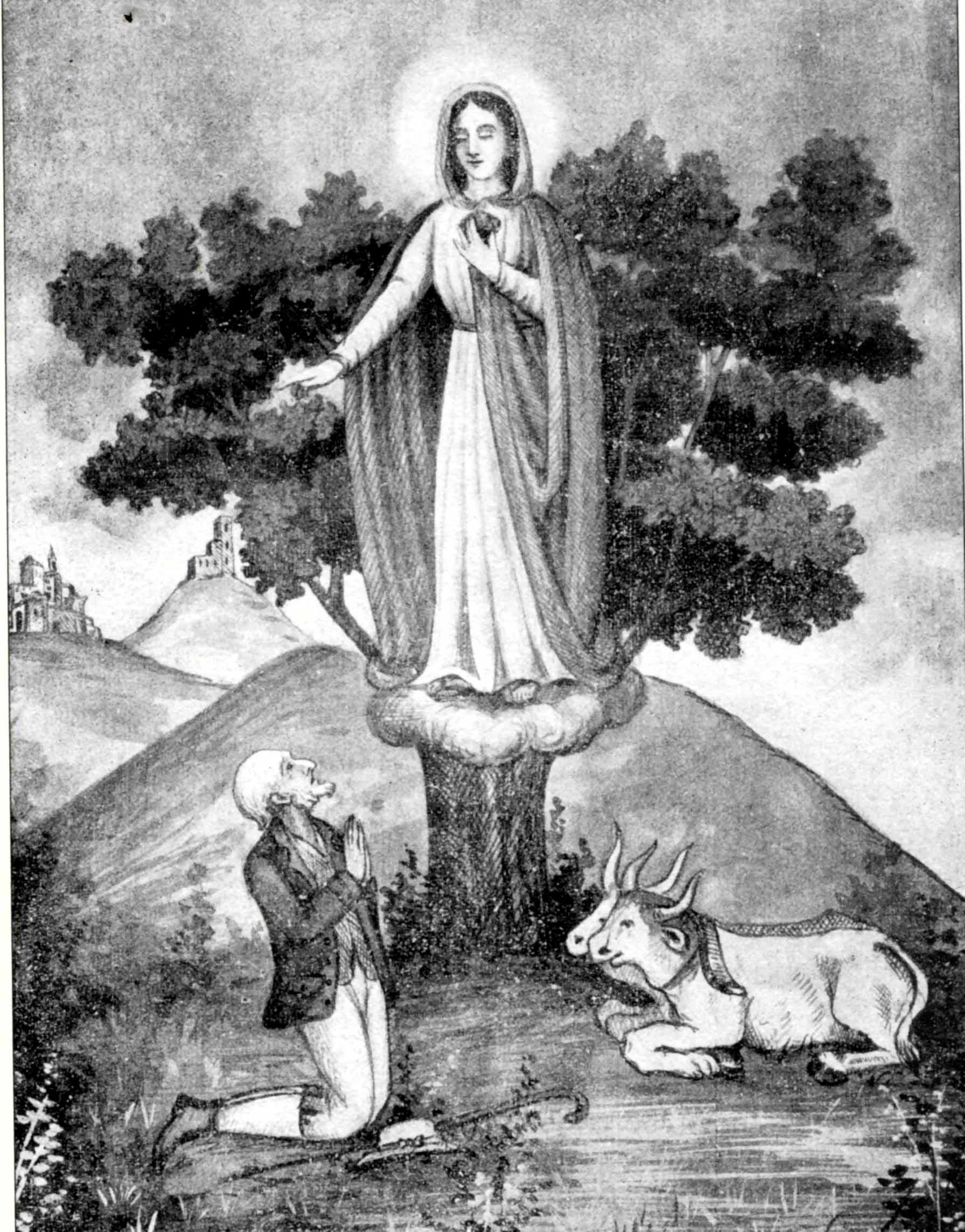
Effigie della Madonna dell'Alno venerata a Canzano

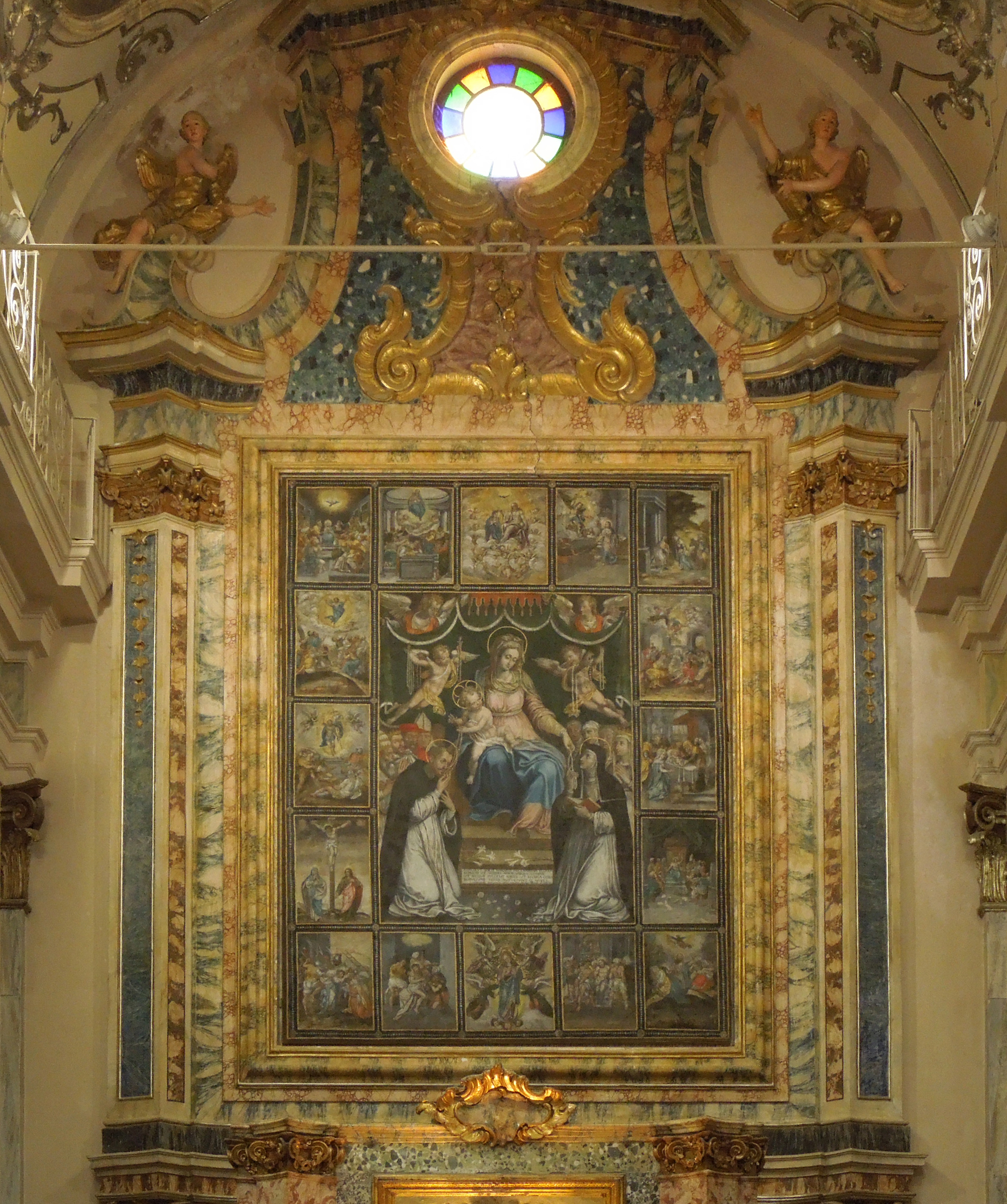
Pala d'altare del santuario, che ritrae la Madonna del Rosario contornata da riquadri che illustrano i misteri del Rosario. Il dipinto, datato 1601, è stato restaurato nel 2015.

L'edificio religioso fu fondato come oratorio, nel 1480, a seguito dell'apparizione mariana avvenuta nello stesso anno.
La chiesa, oggi parrocchiale, rappresenta il centro della devozione canzanese e fu edificata ed intitolata alla Madonna dell'Alno nell'anno 1592 dalla Congregazione del Santissimo Rosario, come riporta l'epigrafe sull'architrave del portale: «Societas Rosarii erigendum curavit AD 1592».
Secondo la tradizione, la Vergine comparve il 18 maggio 1480, sulla sommità di un alno, al contadino Giovanni Floro (citato anche come Floro di Giovanni, che stava arando la terra in un campo situato poco fuori dal centro abitato. L'uomo notò che i suoi buoi tendevano ad inginocchiarsi e, guardandosi intorno, vide la Madonna sull'albero. La Vergine si rivolse a lui e gli chiese che fosse edificata una chiesa a lei dedicata nella località di Piano del Castellano a Canzano. Il coltivatore tornò immediatamente in paese e riferì quanto gli era accaduto ma, non creduto e beffato e deriso dai compaesani, se ne tornò nei campi.
Il giorno successivo, la Madonna apparve nuovamente e rinnovò la stessa richiesta a Floro che, con mestizia, le raccontò che i canzanesi non avevano prestato fede alle sue parole. La Vergine, tacendo, scomparve, ma il 20 maggio, dopo le ore 18, si manifestò nuovamente e chiese a Floro di tornare in paese, di esporre ciò che gli stava succedendo e di comprovare quanto affermava conducendo personalmente un cavallo, notoriamente indomito, di proprietà della famiglia di Falamesca de Montibus. La Madonna invitò il contadino a farsi guidare dall'animale, che avrebbe tracciato e delimitato, con il suo cammino, il sito su cui erigere la chiesa. Il proprietario del cavallo accettò di affidarlo a Floro che, fra lo stupore di tutti i presenti, riuscì a cavalcarlo conducendolo fino al Piano del Castellano. Qui, l'animale «senza freno e senza guida, girò tre volte intorno ad uno spazio, ed infine s'inginocchiò, e curvò la testa fino a terra.» Gli astanti, che fino ad allora avevano osservato in silenzio, espressero il loro stupore con gran fragore e dettero vita alla fabbrica della nuova chiesa.
Dell'originaria costruzione rinascimentale resta solo il portale in pietra, che mostra specchiature e rosette. Il prospetto e le decorazioni in stucco dell'aula sono da attribuirsi ai lavori di rifacimento del 1750, mentre il campanile in mattoni è dell'anno 1810.
La chiesa custodisce al suo interno un'acquasantiera del XVII secolo appoggiata su una colonnina lavorata con motivi a foglie d'acanto, un busto reliquiario ligneo del XVIII secolo che raffigura santa Mansueta, sorella di san Biagio protettore di Canzano, e dipinti su tela datati tra il Seicento ed il Settecento. Fra questi di particolare pregio è la pala della Madonna del Rosario, collocata dietro l'altare, eseguita da Pasquale Rico di Montereale, ritratta con i santi Domenico e Nicola di Bari, attribuibile alla bottega di Francesco Solimena. Vi è anche la tela che raffigura l'Adorazione dei pastori, dipinta alla maniera di Guido Reni.

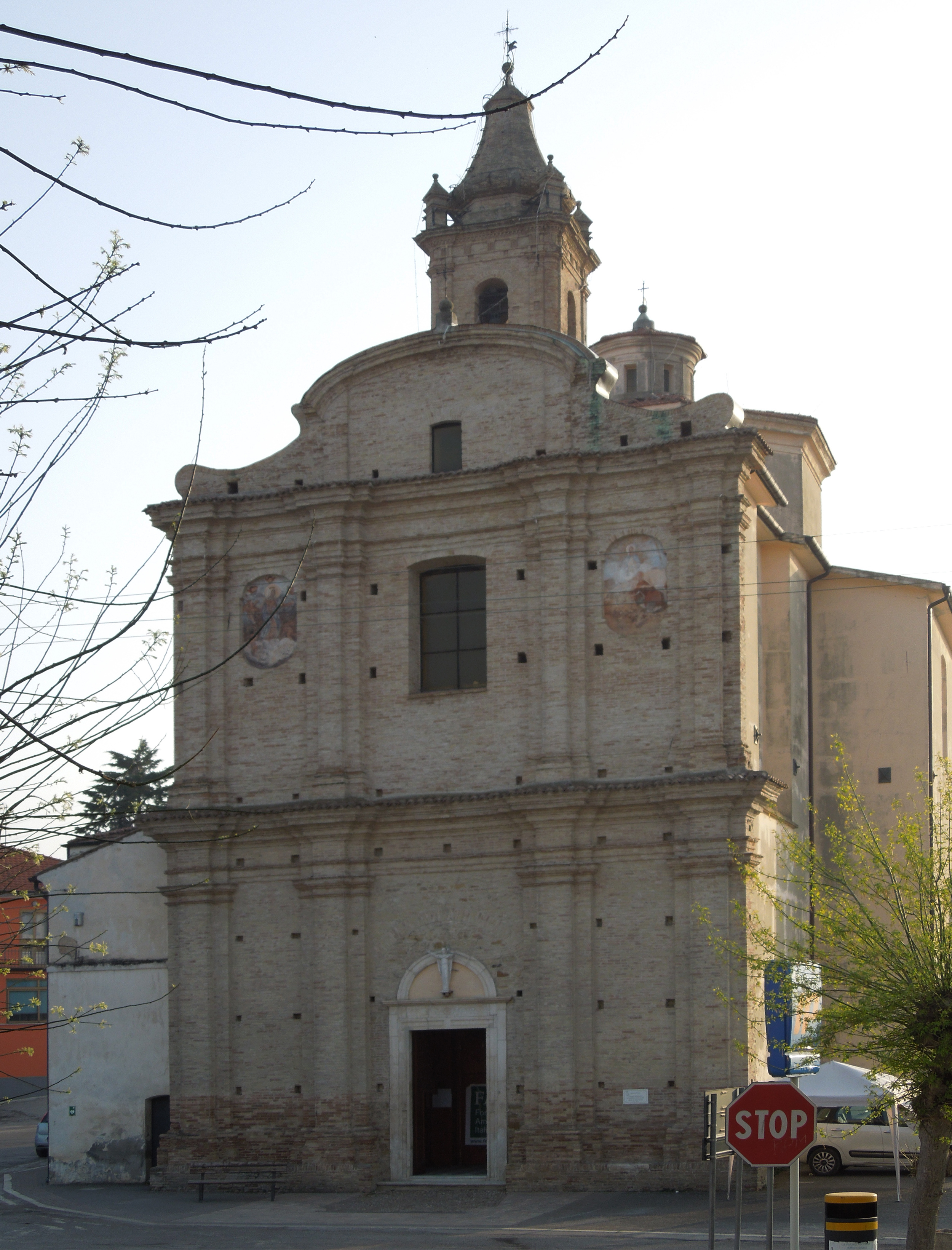
Facciata del santuario della Madonna dell'Alno, detto anche di Sant'Anna
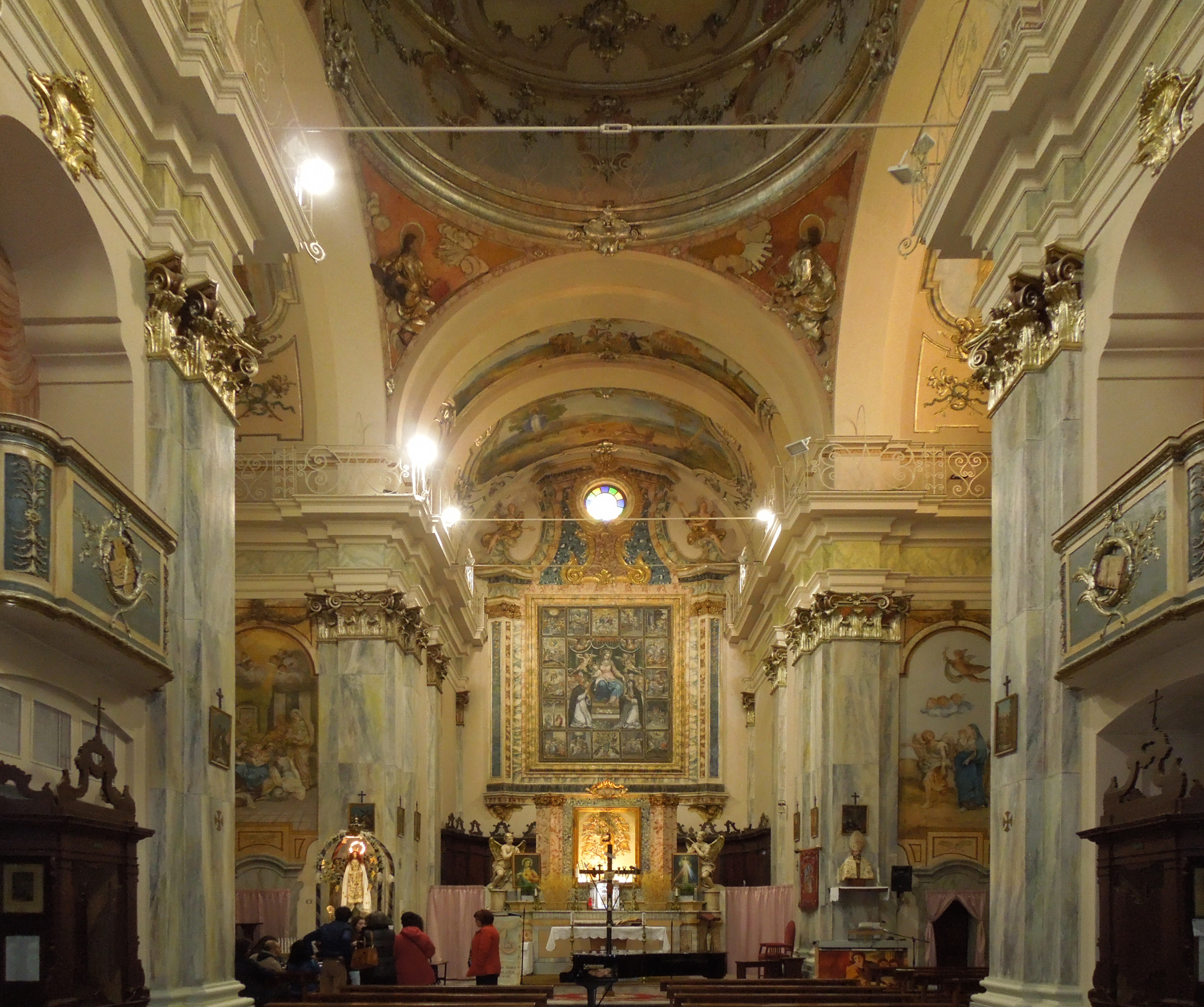
Aula liturgica del santuario
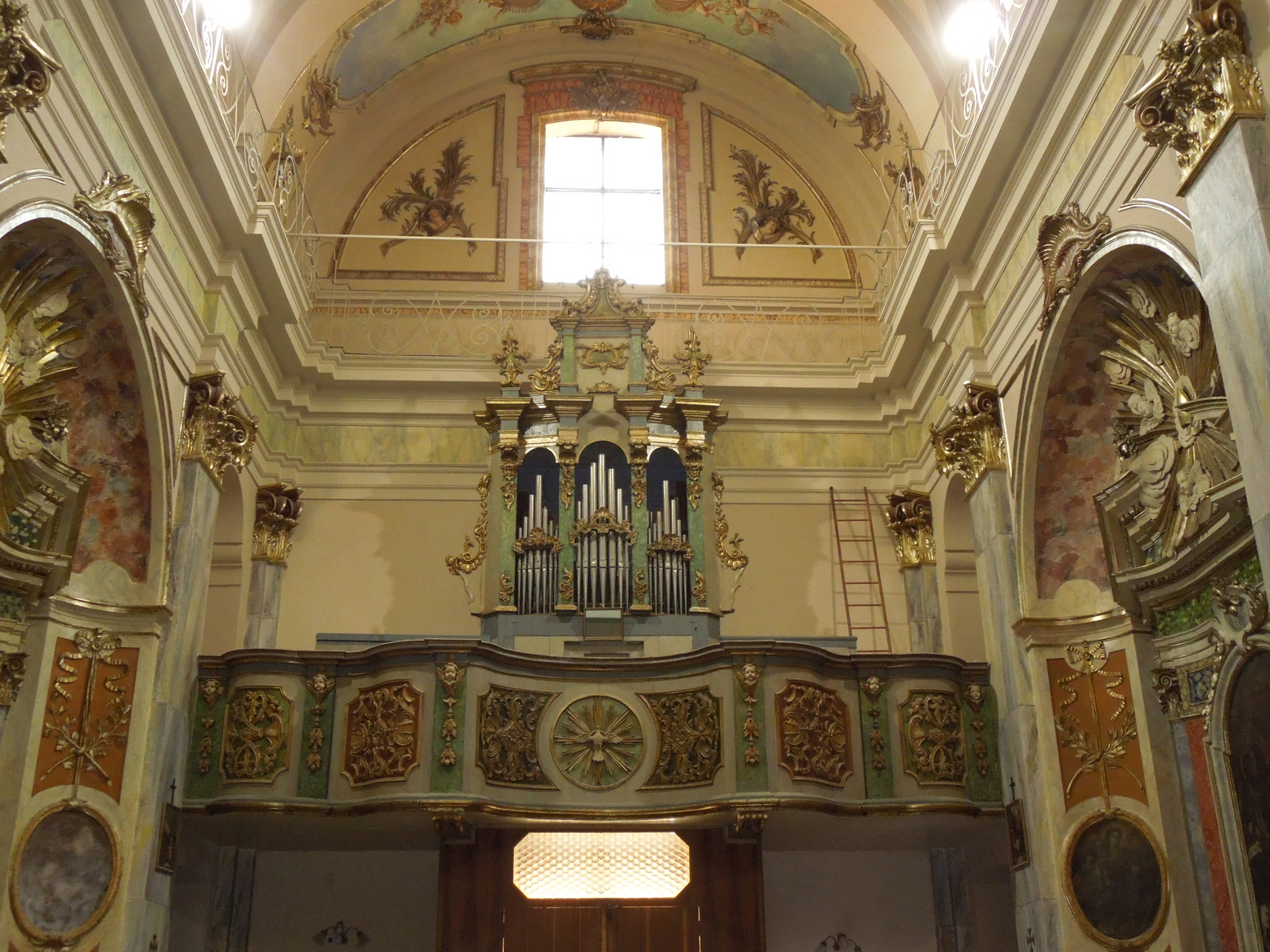
Organo
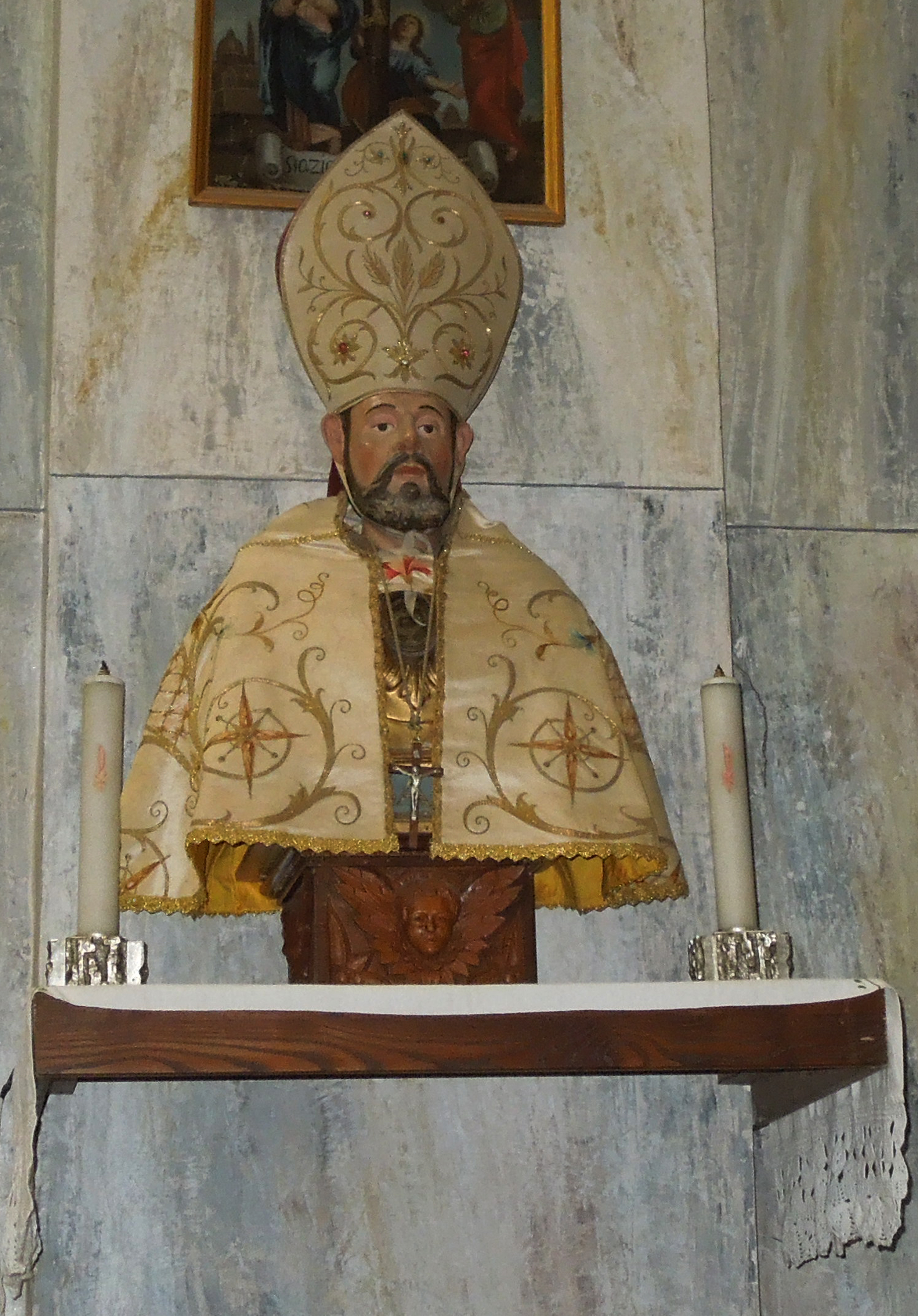
Busto che ritrae San Biagio
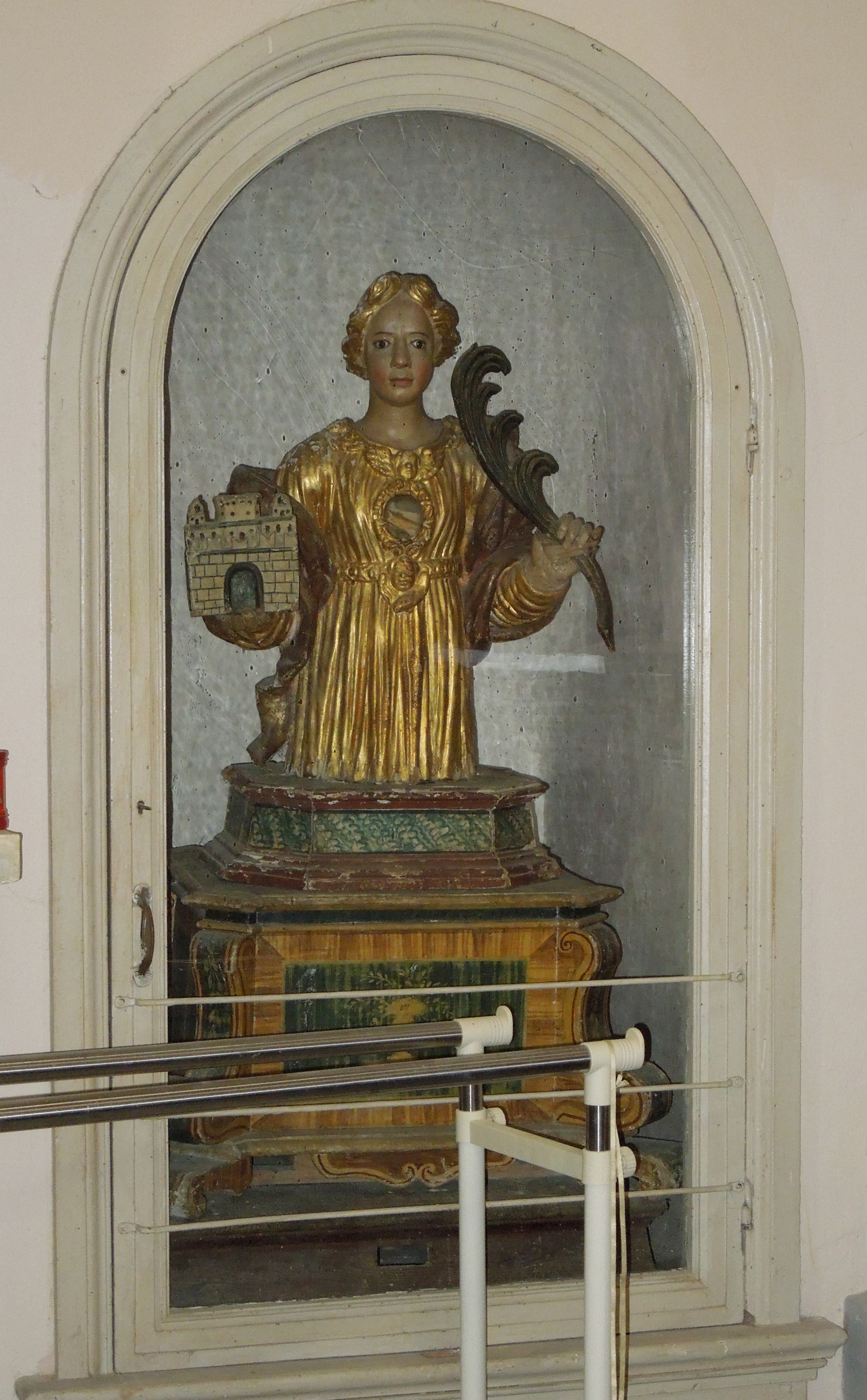
Busto ligneo reliquiario che ritrae Santa Modesta, sorella di San Biagio

### Cappella dell'Annunziata
La cappella si trova alle porte del paese, lungo il percorso settentrionale della circonvallazione. Al suo interno erano custoditi un pregevole altare di stile barocco dipinto e dorato, due statue di legno raffiguranti san Giovanni Battista e san Biagio e un baldacchino a cassettoni blu con rosetta dorata al cui centro si legge lo stemma di san Bernardino.

### Chiesa di San Biagio
Edificio religioso non più esistente che fu la parrocchia del paese e dedicata al patrono san Biagio, la cui memoria si celebra il 3 febbraio. La chiesa sorgeva su piazza Rinascimento ed era menzionata negli atti ufficiali già nell'anno 1283. Della sua storia ci è noto lo stato di fatiscente degrado che la fabbrica attraversò nel 1700 e il tentativo di restauro che fu intrapreso nell'anno 1783 quando iniziarono i lavori di conservazione che non furono portati a termine per mancanza di adeguate risorse economiche. La chiesa fu abbattuta nel 1924.

### Chiesa della Congrega del Santissimo Sacramento
La chiesa, di epoca settecentesca, occupa parte della chiesa dedicata a San Biagio che è andata in rovina tra il XVIII e il XIX secolo. Sorge su piazza Rinascimento e custodisce al suo interno reliquiari di legno coevi al periodo di edificazione, tra i quali è annoverato anche quello di san Biagio. L'interno è decorato da fregi e decorazioni a stucco proposte sia sulle mura e sia sui capitelli delle colonne.

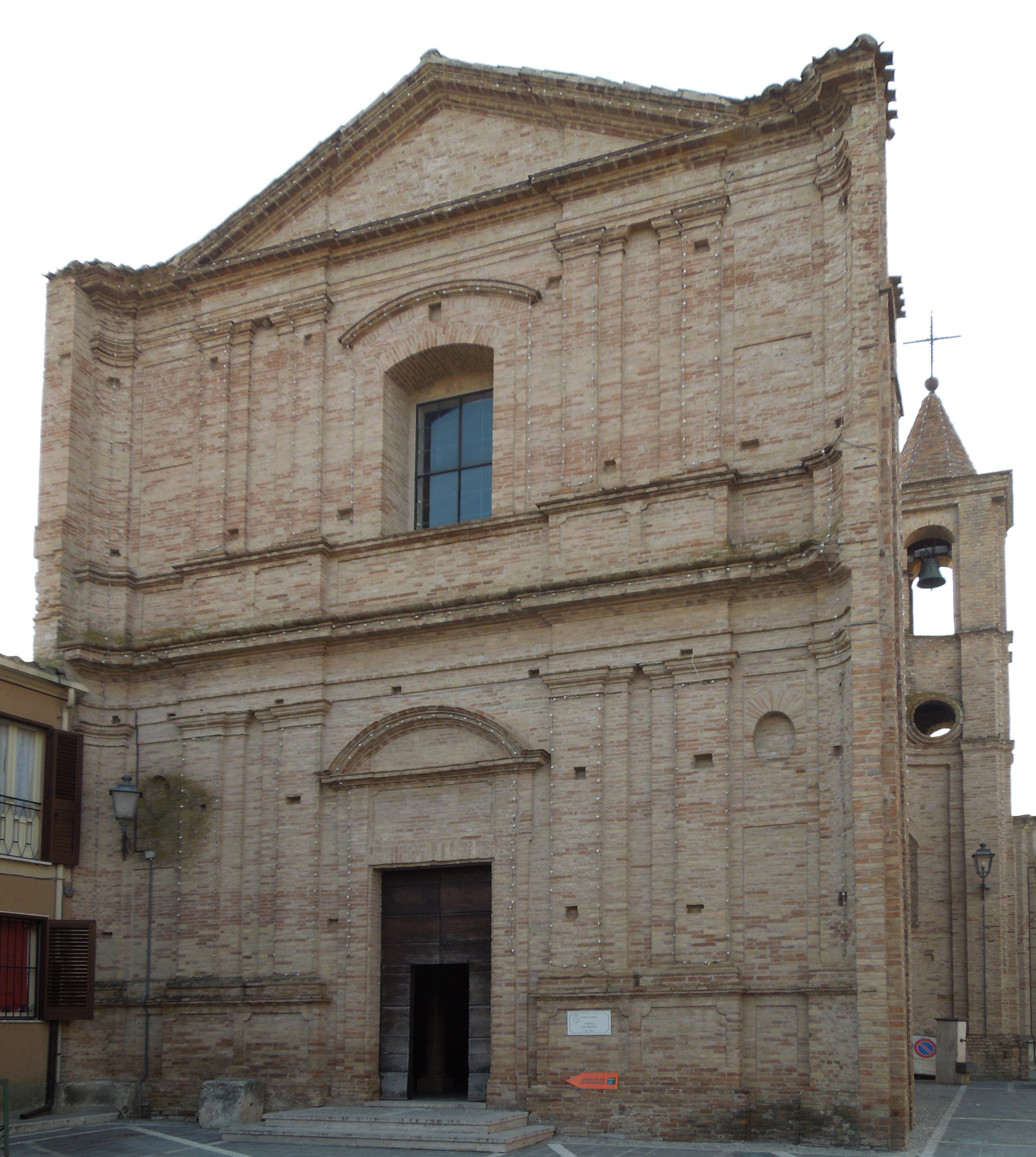
Facciata della chiesa della Congrega del Santissimo Sacramento
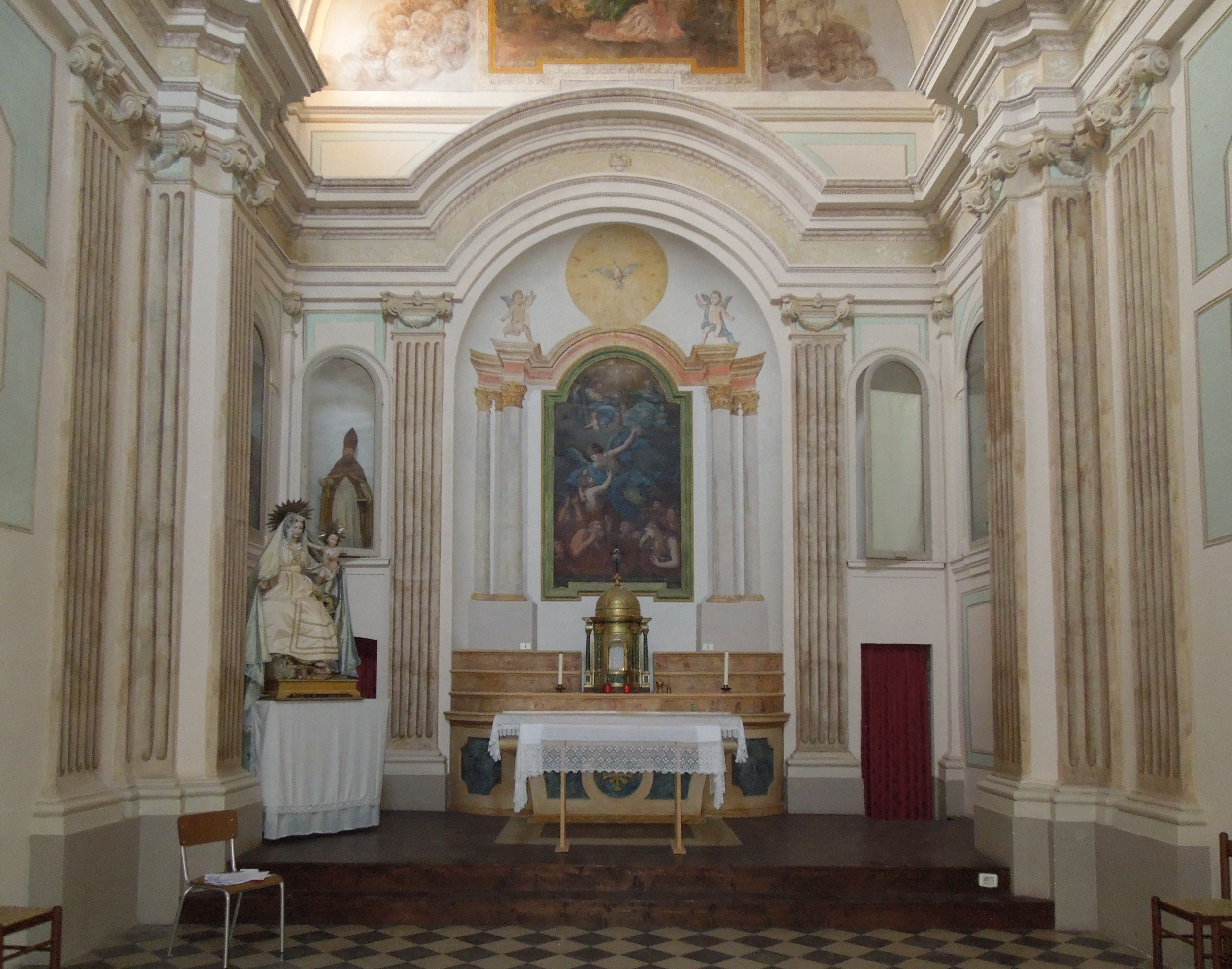
Interno della chiesa

### Chiesa del Perdono
La piccola chiesa fu edificata nell'anno 1480 nei pressi dell'ontano su cui apparve la Madonna al contadino Floro.

### Chiesa di San Pasquale
Chiesa eretta nel XIII secolo in località Valle Canzano, inizialmente dedicata a sant'Andrea.

### Torrione e mura medioevali

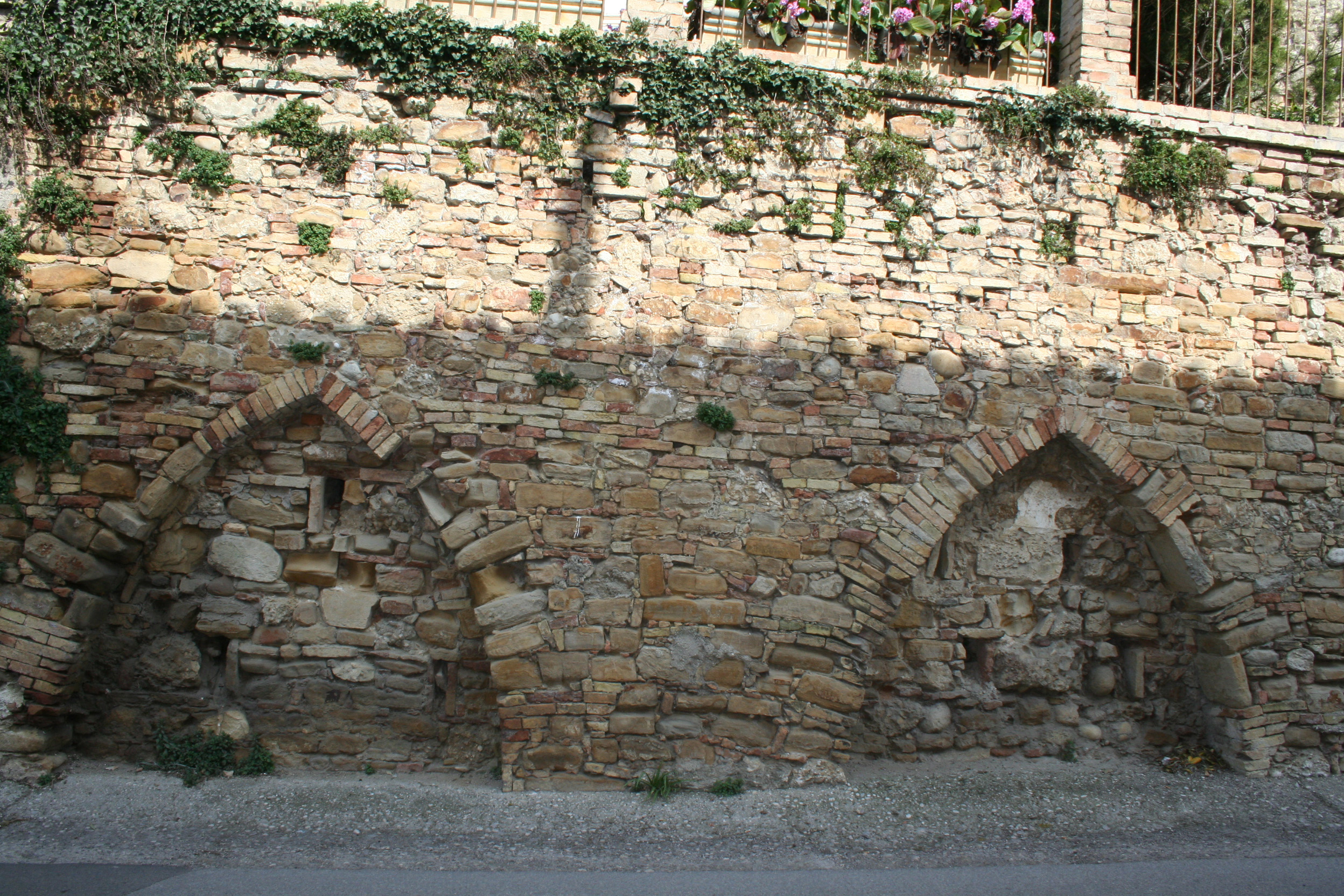
Porzione della cinta muraria del XIV secolo

Il torrione è una costruzione fortificata a pianta circolare, del XV secolo, che si eleva all'interno dell'incasato del paese. Presenta alla sommità un apparato sporgente di piccoli archi a tutto sesto e beccatelli. La sua struttura si collega ai resti della cinta muraria medioevale, realizzata con conci di pietra non riquadrati, quasi interamente conservata, costruita nel XIV secolo per volontà dalla famiglia Acquaviva.

## Società

### Evoluzione demografica
Abitanti censiti

## Cultura

### Gastronomia
È diffuso in tutta la zona del teramano il "Tacchino alla Canzanese".
La lavorazione e preparazione di tale piatto tipico secondo l'autentica ricetta non è nota a tutti, nonostante sia commercializzato al di fuori del Comune di Canzano.
Tale ricetta infatti presenta lavorazioni difformi dalla lavorazione autentica perfezionata da Gaetano Contrisciani nel secolo scorso.

## Geografia antropica
L'incasato del paese si divide tra due aree urbanizzate costruite in tempi diversi, la porzione più antica del borgo si eleva sulla zona più alta del crinale, mentre la zona edificata più recentemente si allunga sul versante di meridione della stessa collina fiancheggiando la strada che qui giunge dalla valle del Vomano.
Il nucleo abitativo più antico è delimitato da quattro assi stradali di cui uno lo attraversa e tre lo circondano conferendogli una forma irregolarmente triangolare. L'asse stradale principale è l'attuale via Roma da cui si diramano piccole vie e percorsi che conducono alle strade dei margini esterni. Nella zona più alta del centro abitato è stata eretta, rivolta verso est, la porta più importante del paese chiamata Porta Nuova diametralmente opposta a Porta Madonna.
Il versante del paese rivolto a meridione degrada, fra orti pensili, fino a raggiungere la cinta muraria del XIV secolo che lo delimita.
Le caratteristiche architettoniche delle abitazioni del nucleo più antico di Canzano oggi appaiono principalmente come edilizia ottocentesca e moderna fra cui si distinguono alcune fabbriche del Cinquecento e palazzetti in laterizio del Settecento e dell'Ottocento come, tra i più noti, palazzo Taraschi cha affaccia su piazza Risorgimento e mostra un portale a bugne di pietra.

## Amministrazione
| Periodo        | Periodo        | Primo cittadino    | Partito                                            | Carica  | Note          |
| -------------- | -------------- | ------------------ | -------------------------------------------------- | ------- | ------------- |
| 23 aprile 1995 | 13 giugno 2004 | Italo Michini      | Lista civica di centro                             | Sindaco | [ 12 ] [ 13 ] |
| 14 giugno 2004 | 25 maggio 2014 | Francesco Di Marco | Lista civica di centro-destra Il popolo di Canzano | Sindaco | [ 14 ] [ 15 ] |
| 26 maggio 2014 | 26 maggio 2019 | Franco Campitelli  | Lista civica Futuro e territorio                   | Sindaco | [ 16 ]        |
| 27 maggio 2019 | in carica      | Maria Marsilii     | Lista civica La nostra Canzano                     | Sindaco |               |